# Ulrich Schollwöck
Ulrich Schollwöck (* 10. März 1967 in München) ist ein deutscher theoretischer Festkörperphysiker und Hochschullehrer  an der Ludwig-Maximilians-Universität München.

## Leben
Schollwöck besuchte das Humboldt-Gymnasium Vaterstetten. Nach einem Studium der Physik an der Ludwig-Maximilians-Universität (LMU) München als Stipendiat der Stiftung Maximilianeum (Diplom 1993) und am Balliol College, Oxford University (Master of Science 1991), promovierte Ulrich Schollwöck 1995 als Mitarbeiter des Service de Physique Theorique Saclay des Commissariat à l’énergie atomique (CEA) an der Universität Paris XI (Paris-Sud, Orsay). Nach Stationen in München (Habilitation 1999), Wuppertal und am Max-Planck-Institut für Festkörperforschung in Stuttgart wurde er 2003 Professor für theoretische Physik an der LMU München, 2004 Lehrstuhlinhaber an der RWTH Aachen, um 2009 an die LMU München zurückzukehren (Lehrstuhl für Theoretische Nanophysik). Im akademischen Jahr 2009/10 war er Fellow am Wissenschaftskolleg zu Berlin.
In seiner Forschung setzt sich Schollwöck vor allem mit der Anwendung und Weiterentwicklung der Dichtematrix-Renormierungsgruppe auseinander, einem numerischen Verfahren zur Simulation niedrigdimensionaler stark korrelierter Quantensysteme. Bei der methodischen Entwicklung hat er 1999 und 2004 wichtige Beiträge zur Ausdehnung der Methode auf die Dynamik klassischer, dann quantenmechanischer Systeme geleistet. Nachdem er sich zunächst vor allem mit der Untersuchung von Quantenspinketten (eindimensionalen Magneten) befasst hat, gilt seit 2004 sein Interesse vor allem der Dynamik in stark wechselwirkenden ultrakalten Atomgasen in optischen Gittern und dem Zusammenhang zwischen der Simulation von Vielteilchensystemen und der Quanteninformationstheorie.
2024 wurde er Dekan der Fakultät für Physik der LMU.

## Preise und Auszeichnungen
- 2000: Gerhard-Hess-Preis der Deutschen Forschungsgemeinschaft
- 2006 Fellow der American Physical Society wegen seiner Verdienste um die klassische und quantale Dichtematrixrenormierungsgruppe für Physik im Nichtgleichgewicht[2]

## Sonstiges
2000 bis 2005 war er Gründungsmitglied der Jungen Akademie an der Berlin-Brandenburgischen Akademie der Wissenschaften und an der Deutschen Akademie der Naturforscher Leopoldina. Seit 2007 ist er Mitglied der Nordrhein-Westfälischen Akademie der Wissenschaften in Düsseldorf.
Ulrich Schollwöck hat sich auch wissenschaftspolitisch betätigt, insbesondere als Sprecher der Jungen Akademie 2002 und 2003 sowie seit 2008 als Vizepräsident des Deutschen Hochschulverbandes, mit einem Schwerpunkt bei den Chancen des wissenschaftlichen Nachwuchses.

## Veröffentlichungen
Ulrich Schollwöck hat an die 100 Publikationen in wissenschaftlichen Fachzeitschriften publiziert, neben Originalarbeiten auch einen Übersichtsartikel zur Dichtematrixrenormierungsgruppe. Hinzu kommen zahlreiche Publikationen zu wissenschaftspolitischen Fragen.